# Goliarda Sapienza
Goliarda Sapienza (ur. 10 maja 1924 w Katanii, zm. 30 sierpnia 1996 w Gaecie) – włoska aktorka i pisarka.

## Życiorys
Urodzona 10 maja 1924 r. w Katanii, w ubogiej dzielnicy Civita. Jej matka Maria Giudice była prominentnym członkiem Włoskiej Partii Socjalistycznej i jedną z pionierek feminizmu we Włoszech. Pochodziła z Lombardii, ale w 1919 r. jako wdowa z siódemką dzieci przeniosła się na Sycylię, by pomóc w organizacji komórek partyjnych i organizacji związkowych. W Katanii poznała pochodzącego z ubogiej rodziny Peppino Sapienzę, który był prawnikiem i działaczem socjalistycznym, często broniącym ubogich.
Goliarda była jedynym dzieckiem z tego związku, jednak wychowywała się z licznym przyrodnim rodzeństwem, w postępowym środowisku o poglądach antyfaszystowskich i antyklerykalnych. Od 14. roku życia nie uczęszczała do publicznych szkół, gdyż ojciec chciał ją uchronić przed faszystowską propagandą. Od tej pory uczyła się aktorstwa i gry na fortepianie. W wieku 16 lat otrzymała stypendium rzymskiej Accademia d'arte drammatica i wyjechała do stolicy z matką, wkrótce potem została też stypendystką uczelni, jednak po pewnym czasie musiała ją opuścić z powodów politycznych.
W 1943 r., po zawarciu przez Włochy rozejmu z Aliantami i rozpoczęciu niemieckiej okupacji, walczyła w szeregach partyzantki razem z ojcem pod nazwiskiem Ester Caggegi. W 1944 r. wróciła do aktorstwa i zaczęła pracować w branży filmowej. W 1947 r. poznała neorealistycznego reżysera Francesco Masellego, który został jej mężem i partnerem na następne 20 lat. To Masselli jako pierwszy zaczął powierzać jej role filmowe. Śmierć matki w 1953 r. zbiegła się z jej pierwszymi próbami pisarskimi i poetyckimi.
Pod koniec lat 1950. zaczęła cierpieć na depresję, porzuciła też aktorstwo. W 1962 r. hospitalizowano ją w szpitalu psychiatrycznym z powodu przedawkowania leków nasennych, poddawano ją serii elektrowstrząsów, w efekcie czego częściowo utraciła pamięć i kolejne 4 lata spędziła na próbach powrotu do zdrowia, zmagając się z depresją i alkoholizmem, który doprowadził ją w 1964 r. do drugiej próby samobójczej. W międzyczasie uczęszczała na psychoterapię, w trakcie której związała się na krótko ze swoim terapeutą.
Jej książki Lettera aperta (1967) i Il filo di mezzogiorno (1969) zostały napisane bezpośrednio po tym okresie i poświęcone były jej próbom powrotu do zdrowia psychicznego przez odtwarzanie i reinterpretowanie przeszłości. W następnych latach poświęciła się pisarstwu, spędzając ok. 10 lat nad swoją największą powieścią L'arte della gioia (1998). By utrzymać się w czasie pisania tej powieści sprzedała dużą ilość rzeczy osobistych, spędziła także kilka dni w więzieniu, oskarżona o kradzież biżuterii z domu znajomego. To doświadczenie zainspirowało ją do napisania dwóch powieści: L'università di Rebibbia (1983) i Le certezze del dubbio (1987). W pierwszej opisała pobyt w więzieniu, w drugiej proces przejścia od uwięzienia do wolności kilku kobiet poznanych przez nią w więzieniu. W tym okresie związała się z Angelo Pellegrino, który został jej mężem, a następnie opiekunem jej spuścizny artystycznej.
W ostatnich latach życia uczyła aktorstwa w Centro sperimentale di cinematografia w Rzymie; napisała też szereg nieopublikowanych prac.
30 sierpnia 1996 r. zmarła na zawał mięśnia sercowego w Gaecie, dokąd przyjechała pracować przez okres jesieni i zimy. Jej ciało zostało odnalezione kilka dni później.

## Filmografia
- Dzień w życiu jako Suor Speranza (1946)[1]
- Fabiola jako Cecilia (1949)[1]
- Lekkoduch jako Maria Antonia (głos, 1950)[1]
- Persiane chiuse jako religijna prostytutka (1951)[1]
- Dawne czasy jako pokojówka Anna (1952)[1]
- Miłość w mieście jako Caterina (głos, 1953)[1]
- Zmysły jako patriotka w teatrze (1954)[1]
- Ulisses jako Eurimione (1954)[1]
- Opuszczeni jako ciotka Lucii (1955)[1]
- La donna del giorno jako Lilliana Attenni (głos, 1957)[1]
- Lettera aperta a un giornale della sera jako Goliarda (1970)[1]

## Publikacje
- Lettera aperta (powieść, 1967)[4]
- Il filo di mezzogiorno (powieść, 1969)[4]
- L'università di Rebibbia (powieść, 1983)[4]
- Le certezze del dubbio (powieść, 1987)[4]
- Destino coatto (zbiór monologów, 1997)
- Sztuka radości (L'arte della gioia, powieść, 1998, wyd. polskie 2018)[2]